# باول فليتشير (لاعب كرة قاعدة)
باول فليتشير (بالإنجليزية: Paul Fletcher)‏ هو لاعب كرة قاعدة أمريكي، ولد في 14 يناير 1967 في غاليبوليس في الولايات المتحدة.

## وصلات خارجية
- باول فليتشير على موقع دوري كرة القاعدة الرئيسي (الإنجليزية)
- باول فليتشير على موقعبيزبول رفرنس.كوم (الدوري الرئيسي) (الإنجليزية)
- باول فليتشير على موقعبيزبول رفرنس.كوم (الدوري الثانوي) (الإنجليزية)
- باول فليتشير على موقع إي إس بي إن.كوم (أم.أل.بي) (الإنجليزية)
- باول فليتشير على موقع مشجعي الرسوم البيانية (الإنجليزية)